# (9506) Telramund
(9506) Telramund est un astéroïde de la ceinture principale.

## Description
(9506) Telramund est un astéroïde de la ceinture principale. Il fut découvert le 25 septembre 1973 à l'Observatoire Palomar par Cornelis Johannes van Houten, Ingrid van Houten-Groeneveld et Tom Gehrels. Il présente une orbite caractérisée par un demi-grand axe de 2,99 UA, une excentricité de 0,03 et une inclinaison de 7,7° par rapport à l'écliptique.
Il a été ainsi baptisé en référence au personnage du comte Friedrich von Telramund dans l'opéra Lohengrin de Richard Wagner.

## Compléments